# Industrie- und Handelskammer Memel

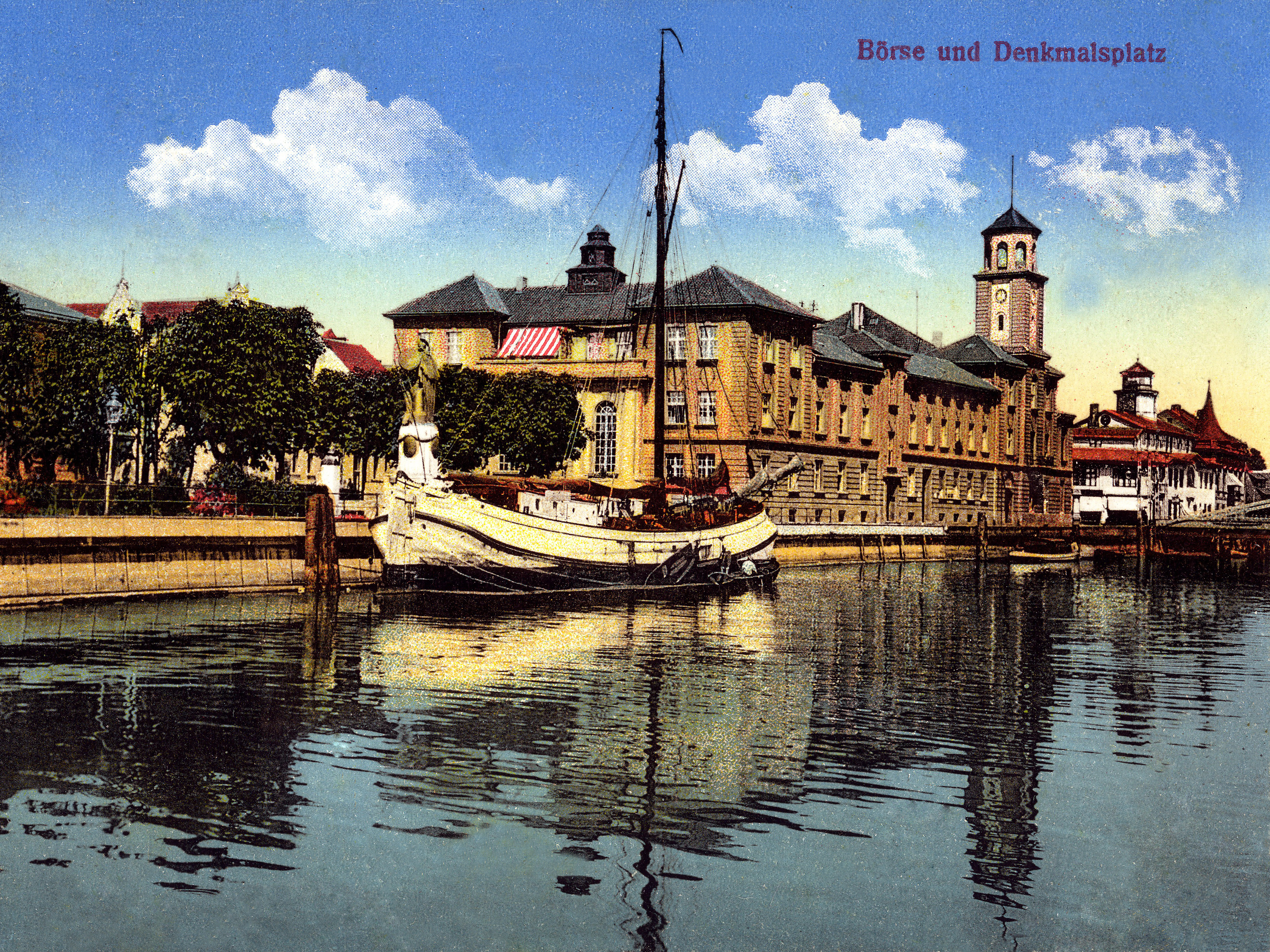
Börse Memel, Sitz der Kammer

Die Industrie- und Handelskammer Memel (IHK Memel) (bis 1919 Vorstand der Kaufmannschaft, ab 1919 Handelskammer des Memellandes oder Handelskammer Memel, seit 1928 Industrie- und Handelskammer Memel) war die Industrie- und Handelskammer mit Sitz in Memel.

## Geschichte

### Kaufmannschaft zu Memel

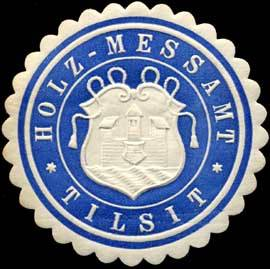
Siegelmarke Holz-Messamt Tilsit

Die Kaufmannschaft in Memel als Institution entstand 1776. In diesem Jahr beschloss die Kaufmannschaft, eine freiwillige Ausfuhrabgabe auf die wichtigsten Handelsprodukte zu erheben. Aus dem Erlös wurde 1777 die Börse Memel errichtet. Diese Abgabe wurde zunächst von der preußischen Regierung missbilligt, im Laufe der 1790er Jahre kam es aber zu einer Verständigung im Rahmen der die Kaufmannschaft das Recht bestätigt wurde, Grund und Boden zu besitzen. Sie war damit als Körperschaft quasi anerkannt.
Anfang der 1820er Jahre bildeten sich in nach dem Muster der 1810 in Königsberg gebildeten kaufmännischen Korporation auch in den Städten Berlin, Stettin, Danzig, Memel, Tilsit, Königsberg, Elbing und Magdeburg kaufmännische Korporationen.
In Memel wurde diese kaufmännische Korporation mit der königlichen Genehmigung des Statuts der Kaufmannschaft zu Memel vom 21. Mai 1822 ins Leben gerufen.
1861 zählte die Korporation der Kaufmannschaft in Memel 276 Mitglieder.
Mit dem preußischen Handelskammergesetz vom 24. Februar 1870 blieben diese kaufmännischen Korporation bestehen und waren den Handelskammern gleichgestellt. In der Folge sank die Zahl der Kammermitglieder, da der Besitz der kaufmännischen Rechte nicht mehr von der Mitgliedschaft abhing.
1872 wurde das Statut der Kaufmannschaft neu gefasst. Die Kaufmannschaft verlor die Aufgabe der Verwaltung des Hafens. Dieser war seit 1870 direkt dem preußischen Staat unterstellt.
Im Jahr 1911 wurden die Statuten erneut geändert. Nun war die Korporation für den ganzen Kreis Memel und den Kreis Heydekrug zuständig.
Am Ende des Kaiserreiches verfügte die Kaufmannschaft zu Memel über umfangreiches Vermögen. Sie war Verwalter von fünf Stiftungen und Eigentümer der „kaufmännischen Plantage“, eines Waldstückes, das zum Schutz des Hafens vor Versandung angelegt worden war. Eine wesentliche Einkommensquelle waren die Gebühren des Holz-Messamts Tilsit.
1907 betrug die Zahl der Mitglieder 105 und 1913 146.

### Handelskammer des Memelgebietes
Die kaufmännische Korporation Memel wandelte sich 1919 in eine Handelskammer. Vorangegangen waren Diskussionen, die Handelskammern in Ostpreußen auf zwei (Königsberg und Allenstein) zu konzentrieren. Dagegen richtete sich eine Denkschrift der kaufmännischen Korporation Memel, die letztlich erfolgreich war. Am 24. September 1919 beschloss das Vorsteheamt der Kaufmannschaft einstimmig die Umwandlung in eine Handelskammer, am 11. Oktober 1919 wurde das neue Statut vom preußischen Handelsminister genehmigt. Nach der neuen Satzung gehört zu den Aufgaben die Verwaltung
- der Börse Memel
- des Wiege- und Meßamtes in Memel
- der kaufmännischen Plantage
- die Seelotsen-, Witwen- und Erziehungskasse

Die Kammer setzte sich aus fünf Branchenverbänden zusammen:
- der Arbeitgeberverband für Handel, Industrie und Gewerbe
- der Verband der Holzindustriellen
- der Verband der Großhändler und Importeure
- der Detaillistenverband
- der Kolonialwarenhändlerverein

Die Handelskammer hatte 20 Mitglieder, davon 18 aus Memel Stadt/Land und 2 aus dem Kreis Heydekrug.
Nach dem Ersten Weltkrieg wurden 1919/20 Teile Ostpreußens als Memelgebiet völkerrechtlich vom Reich abgetrennt. Die Handelskammer Memel war nun als Handelskammer des Memelgebietes für dieses als Kammerbezirk zuständig. Entsprechend wurde die Handelskammer auf 24 Mitglieder erweitert. Nun kamen 18 aus Memel, 4 aus dem Kreis Heydekrug und 2 aus dem Kreis Pogegen.
Je ein Viertel der Mitglieder ging an die vier Wahlgruppen Industrie, Verkehrsgewerbe, Banken, Groß- und Einzelhandel.
Nach der Besetzung durch Litauen kam es am 12. September 1923 zu einer erneuten Vergrößerung der Kammer. Nun waren es 28 Mitglieder. Die vier neuen Mitglieder kamen aus dem Verband der litauischen Kaufleute.
Der Präsident der Handelskammer war Mitglied des Direktoriums des Memelgebiets.
1922 gab die Handelskammer des Memelgebietes mit Genehmigung der von Frankreich geleiteten Interalliierten Kommission Notgeldscheine über 50 Pfennig sowie 1, 2, 5, 10, 20, 50, 75 und 100 Mark heraus. Auf der Rückseite der Scheine sind farbige Stadt- und Landschaftsansichten aus dem Memelgebiet zu sehen. Die Scheine wurden bei der Druckerei Gebr. Parcus in München gedruckt. Der Umfang der Emission der Noten bis 50 Mark betrug zunächst 10,25 Millionen Mark. Nachdem der Wert den Noten durch die Inflation gesunken war, wurden die Noten über 75 und 100 Mark gedruckt. Das Volumen stieg damit auf 21,175 Millionen Mark an.

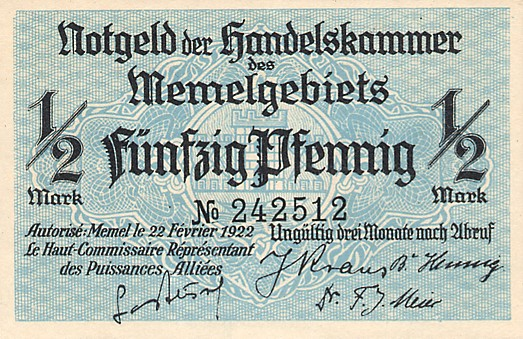
50 Pfennig Vorderseite
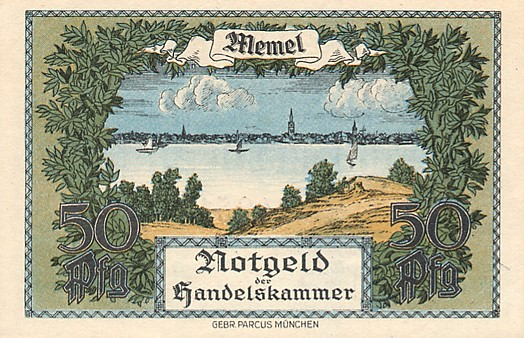
50 Pfennig Rückseite
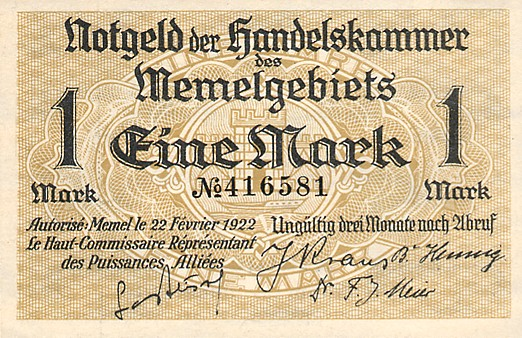
1 Mark Vorderseite
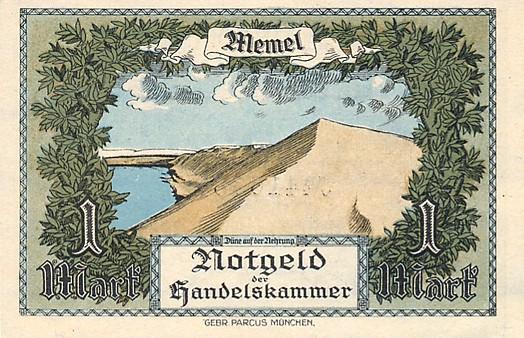
1 Mark Rückseite
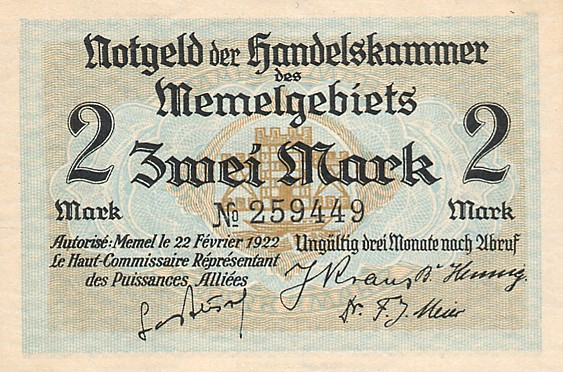
2 Mark Vorderseite
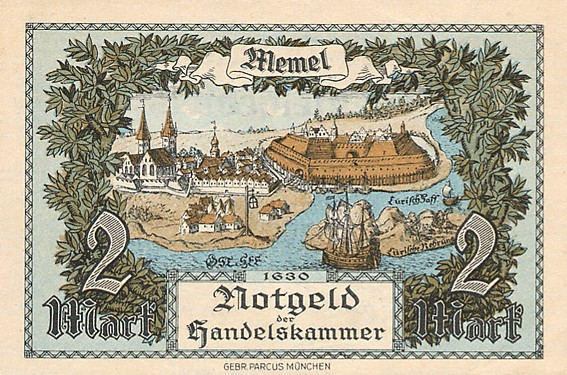
2 Mark Rückseite
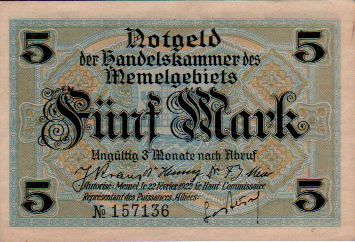
5 Mark Vorderseite
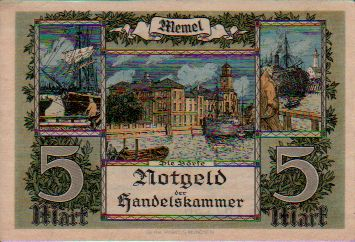
5 Mark Rückseite
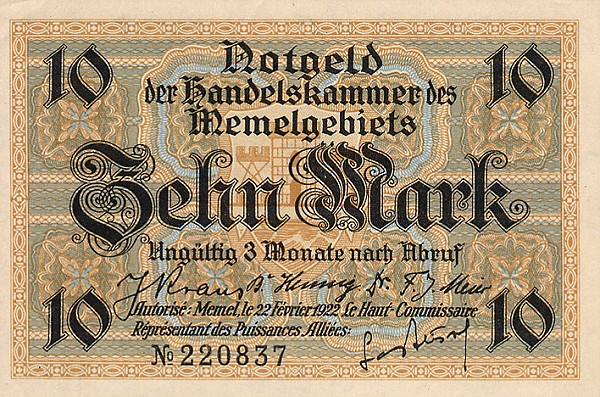
10 Mark Vorderseite
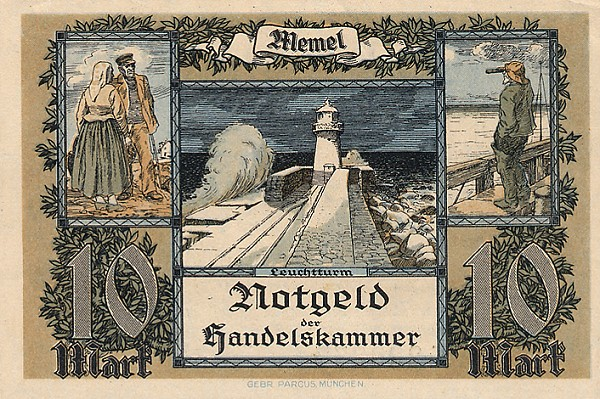
10 Mark Rückseite
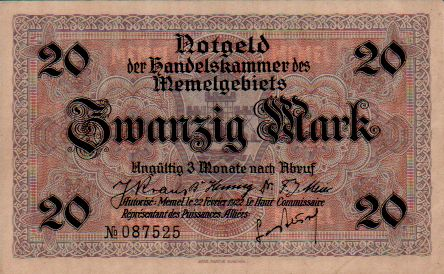
20 Mark Vorderseite
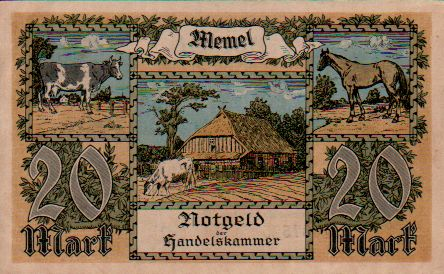
20 Mark Rückseite
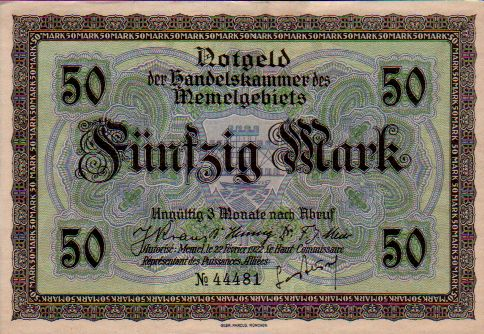
50 Mark Vorderseite
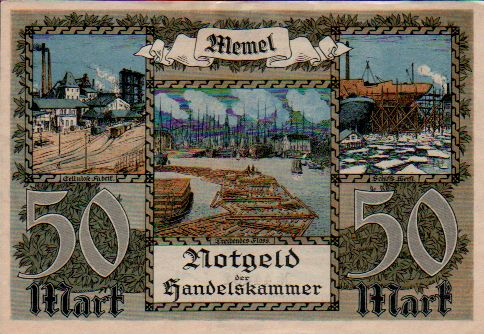
50 Mark Rückseite
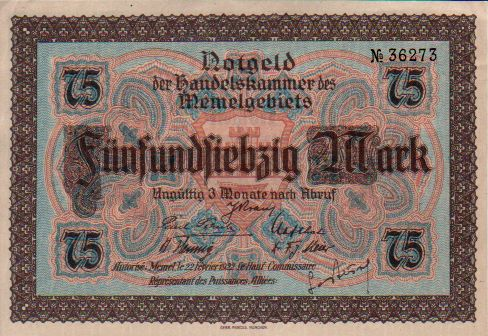
75 Mark Vorderseite
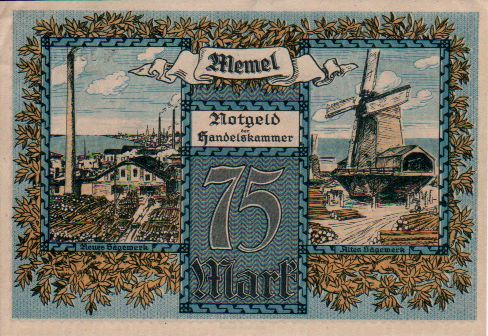
75 Mark Rückseite
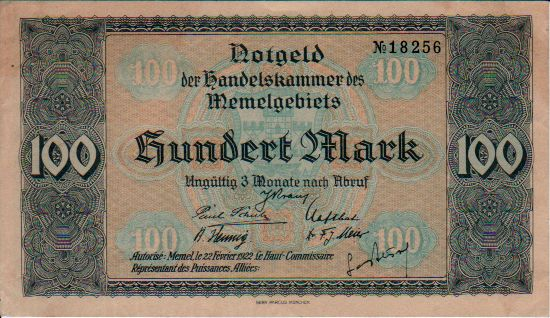
100 Mark Vorderseite
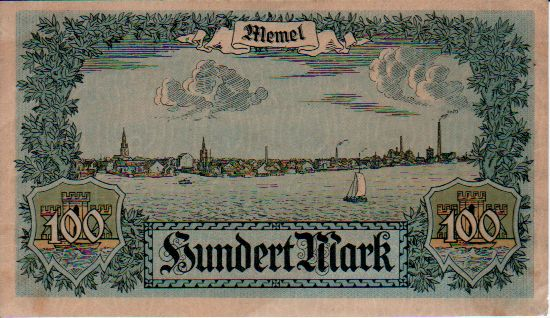
100 Mark Rückseite

Die Handelskammer gab ab 1921 als amtliches Organ der Handelskammer Memel die Zeitschrift „Nachrichten der Handelskammer des Memelgebiets“ heraus.
1927 wurde die Handelskammer Kaunas gebildet. Die Zusammenarbeit der beiden Kammern wird als fachlich kooperativ beschrieben. 1928 erfolgte die Umbenennung der Handelskammer Memel nach preußischem Vorbild in Industrie- und Handelskammer.
Am 22. März 1939 schloss die litauische Regierung mit dem Deutschen Reich einen Übergabevertrag (Deutsch-litauischer Staatsvertrag) und das Memelland kehrte zu Deutschland zurück. Am 1. Mai 1939 trat deutsches Reichsrecht in Kraft. Die Industrie- und Handelskammer erhielt damit den Status einer deutschen IHK. Gleichzeitig erfolgte die Gleichschaltung und die Beseitigung der Selbstverwaltung der Wirtschaft. Der Präsident der Kammer wurde ernannt, die Kammer nach dem Führerprinzip organisiert.
1942 wurde die IHK Memel in die Gauwirtschaftskammer Ostpreußen integriert. Mit der Eroberung Ostpreußens durch die Rote Armee endete 1944 die Geschichte der IHK Memel endgültig. Die Unterlagen aus den Jahren 1776 bis 1921 waren im Stadtarchiv Memel untergebracht. Diese Bestände sind genauso verloren, wie die Unterlagen der Kammer selbst.
Das Memelgebiet und Litauen wurde von der Sowjetunion annektiert. In der Zeit der sowjetischen Besetzung bestand in Memel keine Handelskammer.
Nach der Unabhängigkeit Litauens wurde erneut eine Handelskammer in Memel eingerichtet.

## Personen

### Obervorsteher der Kaufmannschaft
- Johann Adolph Klempow (1822–1828, 1829–1831, 1833–1836)
- Friedrich Scheidler
- Henry Frentzel-Beyme (1872–1884)
- Heinrich Gerlach (1885–1912)
- Curt Immisch (1912–1919)

### Präsidenten der Handelskammer
- Henry Schmäling (1919–1920)
- Joseph Kraus (1920–1927)
- Louis Jahn (1927–1932)
- Arno Jahn (1932–1936)
- Kurt Scharffetter (1936–1939)[9]

### Andere
- Ottomar Schreiber Syndikus der Kammer ab 1922